# Lysimachia fordiana
Lysimachia fordiana är en viveväxtart som beskrevs av Daniel Oliver. Lysimachia fordiana ingår i släktet lysingar, och familjen viveväxter. Inga underarter finns listade i Catalogue of Life.